# Gert Koshofer
Gert Koshofer (* 20. Dezember 1936 in Düsseldorf) ist ein deutscher Foto- und Filmhistoriker sowie Publizist im Bereich Fotografie und Kinofilm.

## Leben
Gert Koshofer ist der Sohn von Erika Koshofer (geb. Tenschert, * 1909; † 1980) und Paul Koshofer (* 1909; † 2002). Seine Kindheit und Jugend verbrachte er in Düsseldorf, Gengenbach (Schwarzwald) und Mülheim (Ruhr). Schon als Kind ging er gerne ins Kino und entdeckte im Alter von 14 Jahren seine Leidenschaft für Fotografie.
Ab 1958 studierte er an der Universität zu Köln Rechtswissenschaften und war nach dem zweiten Staatsexamen (Assessor jur.) kurz in der Kommunalverwaltung tätig. Aufgrund seiner Begeisterung für Fotografie und Film entschied er sich allerdings gegen eine juristische Laufbahn. 1960 war er Mitbegründer der „Gesellschaft für Farbfotografische Versuche“ (GbR) in Mülheim (Ruhr), die sich mit Experimenten, vergleichenden Filmtests und – durch eine weltweite Korrespondenz mit Herstellern von Farbfilmen – mit der Beschaffung von technischen, historischen und Markt-Informationen zur Farbfotografie befasste. Seit 1963 arbeitete er neben Studium und Beruf als freier Autor für in- und ausländische Foto- und Filmfachzeitschriften, hauptsächlich über Geschichte, Technik und Markt der Farbfotografie und des farbigen Kinofilms. Darunter fielen 1965–1968 sowie 1971 auch Veröffentlichungen in der DDR-Fachzeitschrift „Bild und Ton“.
Seine eigentliche Berufslaufbahn begann Gert Koshofer im Bereich Marketing bei der Agfa-Gevaert AG, Leverkusen, wo er von 1968 bis 1977 für die von ihm aufgebaute Abteilung für hauseigene Publikationen („Schriftenreihe für Foto und Magnetband“ u. a.) verantwortlich war.
1973 zog er mit seiner Familie von Mülheim (Ruhr) nach Bergisch Gladbach um. 1977 bis 1997 bekleidete er die neu geschaffene Position als Generalsekretär der Deutschen Gesellschaft für Photographie (DGPh) mit Sitz in Köln, in die er 1974 aufgrund seiner fotohistorischen Publikationen und seiner akademischen Ausbildung berufen worden war.
Ab Anfang der 1970er Jahre besuchte er wiederholt aus Interesse an Leben, Orten und Landschaften die DDR. Dort machte er – nach seinen ersten Fotografien von 1958 – verstärkt Farbaufnahmen, die zunächst in zwei Text-Bild-Bänden „Dresden“ und „Potsdam“ und um 1990 in Taschenbüchern abgedruckt wurden (siehe unter „Werke“).
Durch die ersten Bücher wurde das Gesamtdeutsche Institut in Bonn auf Gert Koshofer aufmerksam, erwarb Bildrechte und erteilte ab 1988 Aufträge mit Listen zu fotografierender Motive (Gebäude, Denkmäler, Sehenswürdigkeiten). Bei der Erledigung dieser umfangreichen Aufgaben, die ihn durch die ganze DDR führten, wurde er von seinem ältesten Sohn Nils Koshofer unterstützt. Beide stellten auch Aufnahmen aus, die vor der deutschen Einheit starkes Interesse fanden.
Nach der Wiedervereinigung gingen die etwa 2000 Diaduplikate vom Gesamtdeutschen Institut in den Bestand des Bundesarchivs über. Später übertrug Gert Koshofer dem Bildarchiv der Stiftung Preußischer Kulturbesitz, Berlin, die Nutzungsrechte an über 800 Bild-Scans. Die Kontakte und Reisen in die DDR brachten ihm sechs Stasi-Akten unter dem Beobachtungsnamen „Assessor“ ein, welche zum Teil ungenaue Berichte enthalten und auf die Fotografentätigkeit kaum eingehen.
Nach seinem Eintritt in den Ruhestand war er der DGPH – u. a. als Vorsitzender der Sektion Geschichte & Archive  – weiter ehrenamtlich verbunden. Daneben baute er zusammen mit seiner Frau, der Kommunalpolitikerin Ingrid Koshofer, seine publizistische Tätigkeit unter dem Agenturnamen „Koshofer Texte & Fotos“ weiter aus.
Gert Koshofer hält seit 1971 Vorträge über die Geschichte und Technik der Farbfotografie und des farbigen Kinofilms im In- und Ausland einschließlich den USA. Er ist auch ein häufig gebuchter Redner bei Fotoausstellungen, darüber hinaus Berater bzw. Interviewpartner bei Fachartikeln sowie foto- und filmhistorischen Radio- und Fernsehsendungen (ARTE, Deutschlandfunk, WDR, ZDF, FotoTV). Mit seiner Tochter, der Drehbuchautorin und Regisseurin Nina Koshofer, erstellte er 2005 einen 70-minütigen Dokumentarfilm zur Entstehungs- und Entwicklungsgeschichte des UFA-Klassikers „Münchhausen“, die der DVD aus der Transit Classics Deluxe Edition beigelegt wurde.
Bei zahlreichen Filmretrospektiven war er als Autor mit Begleitpublikationen und als Berater tätig: Internationale Filmfestspiele Berlin 1988 über Farbfilme, 1993 über CinemaScope-Filme und 2009 über 70mm-Breitfilme sowie in Düsseldorf, Den Haag und Rotterdam. Seit 1972 referiert er auf Tagungen und in Hochschulen im In- und Ausland über aktuelle und historische Themen von Fotografie und Film. Seine publizistischen Aktivitäten brachten ihm Einladungen zu Werksbesuchen bei Tellko/CIBA (Schweiz), Gevaert (Belgien), VEB Filmfabrik Wolfen (DDR), Ferrania (Italien), Eastman Kodak (USA) und Polaroid (USA) ein. Dabei traf er auch Erfinder wie Dr. Wilhelm Schneider (Agfacolor/Telcolor) und Leo Godowsky jun. (Kodachrome).
Mit Korrespondenzunterlagen, Pressemitteilungen und Druckschriften von Filmherstellern sowie Fachbüchern und zahlreichen Diapositiven, Filmschachteln, Werbeanzeigen u. a. m. baute Koshofer ein umfangreiches historisches Archiv zur Farbfotografie und zum farbigen Kinofilm auf. 2017 wurde ein Teil seiner fotohistorischen Sammlung vom Deutschen Museum in München erworben und wird seitdem unter "Sammlung Koshofer zur Farbfotografie" geführt: "Die Sammlung ist ein Bestand, der weltweit seinesgleichen sucht."
Gert Koshofer lebt mit seiner Frau Ingrid Koshofer in Bergisch Gladbach. Sie haben drei erwachsene Kinder: Till Koshofer, Nina Koshofer und Nils Koshofer.

## Werke
Gert Koshofer publizierte zumeist in Zeitschriften und Zeitungen über historische und technische Themen der Fotografie, des Kinofilms und des Fernsehens, Farbfilmtests sowie Reiseberichten aus der DDR und den Neuen Bundesländern („Das goldene Blatt“, 1990–1995). Dazu gehörten seit 1963 auch regelmäßige internationale Marktübersichten von Filmen, Fotopapieren u. a. sowie Rezensionen und Interviews. Auch nach dem Durchbruch der digitalen Fotografie befasst er sich noch mit der analogen Technik. Mit Rücksicht auf seine Arbeitgeber und wegen der Neutralität liefen einige Zeitschriftenbeiträge und Bücher unter Pseudonymen (Jürgen Florstedt, Robert Koziol, Bert Roberts, Robert Tenschert, Michael Simon).

## Ehrungen
- Daguerre-Medaille des Clubs Daguerre
- Ehrenmitgliedschaft des Fördervereins des Industrie und Filmmuseum Wolfen
- Ehrenmitgliedschaft der Deutschen Gesellschaft für Photographie